# Дражен Мужинић
Дражен Мужинић (Сплит, 25. јануар 1953) је бивши хрватски фудбалер и државни репрезентативац Југославије. Играо је на позицији везног играча.

## ХНК Хајдук
Мужинић је поникао у сјајној генерацији омладинаца Хајдука (Шурјак, Перузовић, Лукетин, Бољат, Јованић), који су 1969/70. били омладински прваци државе и победници Купа. У првом тиму Хајдука дебитовао је у првенству 1969/70. и до 1980. одиграо 508 утакмица и постигао 28 голова.
У дресу „Мајстора с мора“ играо је у времену кад је НК Хајдук освојио највише титула. У своје играчке трофеје забележио је четири титуле државног првака (1971, 1974, 1975. и 1979. године) и пет победа у финалу Купа (1972-1977), што представља својеврстан подвиг. Спада међу играче са највише освојених националних титула у Југославији. Већи део своје каријере играо је у домаћем првенству.

## ФК Норич Сити
Менaџер енглеског друголигаша Норич Ситија Џон Бонд га је довео у свој клуб 1980. године за 300.000 фунти, највише што је тај клуб до тада дао за једног играча.
Његове игре у Норичу се нису показале добрима. Никако није улазио у форму, а такође није говорио енглески, што је на тренутке комуникацију са њим чинило немогућом. У једном сусрету, Бонд је морао ангажовати преводиоца за давање инструкција са линије игралишта током утакмице.
Мужинић је 23 пута наступио за Норич, 17 пута у почетној постави и 6 пута као замена. Није постигао ни један погодак. Први пут је заиграо за клуб 13. септембра 1980, а његов последњи наступ за Норич је био 28. децембра 1982. године. До тада је Бонд отишао из Норича да би водио Манчестер Сити. Његов наследник, Кен Браун, отказао је уговор са Мужинићем крајем сезоне 1981/82.
Бонд је признао да није видео Мужинића како игра и да га је довео на основу његове репутације. На то је тадашњи Норичев играч Џастин Фашану рекао: „Мислим да нисмо довели Мужинића, рачунам да су нам послали његовог млекаџију.“
После је једно време радио као скаут Хајдука.

## Репрезентација
Уз четири сусрета за омладинску (1970) и 12 за младу (1971-1973), одиграо је и 32 утакмице за репрезентацију Југославије, за коју је постигао и један гол. Дебитовао је 17. априла 1974. против екипе Совјетског Савеза (0:1) у Зеници, а од дреса са државним грбом опростио се 10. октобра 1979. у сусрету против Шпаније (0:1) у Валенсији.
Најинтересантнија утакмица је одиграна 13. новембра 1977. године у Букурешту, када се репрезентација Југославије састала, у оквиру квалификација за светско првенство у Аргентини, са репрезентацијом Румуније и када је Мужинић постигао свој једини репрезентативни гол.